# 小斎 (丸森町)
小斎（こさい）は、宮城県伊具郡丸森町の大字。2015年10月1日現在の世帯数は298世帯、人口は958人。郵便番号981-2401。

## 地理
丸森市北東部、おおむね阿武隈川右岸にあたる。西で大字舘矢間舘山・大字金山、南で大字大内、東・北で角田市島田、北で角田市枝野と接する。宮城県道28号丸森柴田線が縦貫するが、公共交通機関はない。

### 河川
- 阿武隈川

## 歴史

### 沿革
- 幕末時点では伊具郡小斎村であった。陸奥仙台藩領。
- 1868年（明治元年）12月24日 - 白石藩領となる。
- 1869年（明治2年）
  - 8月7日 - 白石県の管轄となる。
  - 11月27日 - 白石県が県庁を角田城に移転し、角田県に改称。
- 1871年（明治4年）11月2日 - 第1次府県統合により仙台県の管轄となる。
- 1872年（明治5年）1月8日 - 仙台県が宮城県に改称。
- 1876年（明治9年）
  - 4月22日 - 磐前県の管轄となる。
  - 8月21日 - 第2次府県統合により宮城県の管轄となる。
- 1889年（明治22年）4月1日 - 町村制の施行により小斎村が単独で自治体を形成。
- 1954年（昭和29年）12月1日 - 小斎村が丸森町・金山町・筆甫村・大内村・舘矢間村・大張村・耕野村と合併し、改めて丸森町が発足。丸森町の大字となる。

## 交通

### 道路
- 宮城県道28号丸森柴田線

## 施設
- 丸森町立小斎小学校
- 小斎郵便局
- 丸森地区ライスセンター
- 弓目木集会所
- 大槻神社
- 宮城製粉本社第1工場・第2工場